# Dughlat
Dughlat o Duklat foren una tribu mongola, que va emigrar de Mongòlia en temps de Genguis Kan i es van establir al que fou el Kanat de Txagatai.
El poder del genguiskànides al Txagatai (després Moghulistan) va desaparèixer virtualment al segle xiv. El poder real el van començar a exercir després de 1346 els poderosos emirs turcs-mongols com a ulus begs. En aquest temps el clan dughlat havia arribat a ser un dels principals a les regions orientals del kanat exercint influència a Aksu, Kaixgar, Yarkand i Hotan. Apareix un membre de la tribu, Tulik, o potser son germà Buladj, portant al tron genguiskànida a Aksu a Tughluk Temur. Aquest kan els va conferir els anomenats "nou poders" i això va estabilitzar el seu domini a la part occidental de la conca del Tarim. L'historiador Muhammad Haydar Mirza situa aquest fet el 1347/1348 i diu que els dughlats exercien influencia a les regions occidentals de la conca del Tarim i a la vall de Ferganà, cosa que no accepten els moderns historiadors. El nou kan Tughluk Temur no fou un simple titella del seu protector i va exercir un domini efectiu sobre Moghulistan; es va convertir a l'islam i els dughlats van fer el mateix (Tulik ja s'havia convertit secretament amb anterioritat segons Muhammad Haydar Mirza).
A la mort de Buladj el poder fou entregat com ulug beg al seu fill Khudaydad, però se li va oposar un germà de Buladj, Kamar al-Din Dughlat que volia ser Ulug Beg ell mateix. Tughluk Khan li va refusar el càrrec quan li va demanar i quan va morir el kan vers el 1368, es va revoltar contra el seu fill Ilyas Khoja Khan de la mort del qual fou segurament responsable igual que diversos membres de la seva família. Entre 1368 i 1392 el poder al Moghulistan fou exercit per Kamar al-Din Dughlat que va arribar a assolir el títol de kan (únic membre de la família que el va portar) i encara que no va aconseguir el suport de tots els amirs va poder mantenir la seva posició. Inicialment aliat a Tamerlà, es va veure embarcat en una sèrie de guerres contra aquest, que el va obligar a retirar-se cap a l'estepa sense haver estat derrotat de manera decisiva; finalment en una campanya el 1390, Tamerlà el va obligar a fugir cap a l'Irtish a l'Altai (1392). Dos germans seus van passar al servei de Tamerlà. El genguiskànida Khizr Khoja va recuperar el control de Moghulistan.
Un nebot de Kamar, Khudaydad, un partidari de Khizr Khoja, va aconseguir la posició dominant a la cort i va governar el Moghulistan sota la nominal autoritat de kans genguiskànides després de la mort de Khizr.
El 1425 va fer un pacte amb el timúrida Ulug Beg al Semireche, pel qual el Moghulistan es va repartir entre els germans i fills de Khudaydad, ai així va repartir Aksu, Khotan, i Kaixgar i Yarkand entre membres de la seva família sorgint així diversos principats dughlats. El fill gran del Khudaydad, Muhammad Shah, fou nomenat cap de tribu (Ulus Begi) pel kan Wais (vers 1418-1429) amb residència al Semireche. Khudaydad va abandonbar el servei dels kans.
Aksu va retornar aviat als kans genguiskànides. Un fill més petit fou expulsat pels timúrides (el mateix Ulug Beg) de la conca central del Tarim (Kaixgar) i va morir fins i tot abans que el seu pare però el seu fill Sayyid Ali va recuperar Kaixgar i la va dominar 24 anys fins a la seva mort (vers 1433/1434-1457/1458).
El van succeir els seus fills Saniz Mirza (1458-1465) i Muhammad Haydar (1465-1480). En temps del segon, Abu Bakr Mirza, fill de Saniz, es va apoderar de Yarkand, Khotan i Kaixgar i va expulsar de la conca occidental del Tarim als seus oncles i al kan Yunus del Mogolistan, establint la seva capital a Yarkand on el 1499 va rebutjar un atac del kan de Moghulistan Ahmad Alaq (vers 1487-1503) que va arribar a ocupar per un moment Kaixgar (però no la va poder conservar). Al començament del segle xvi va fer diverses incursions a Ferganà, Badakhxan i Ladakh. Vers 1513/1514 va saquejar Aksu que dominaven els kans. Sultan Said Khan va conquerir Abu Bakr Mirza però va establir el seu propi Kanat de Yarkand el 1514. Sultan Said va entrar a Kaixgar i a punt de perdre Yarkand i Khotan, va abdicar en el seu fill gran Jahangir Mirza i va fugir a Ladakh. Tota la conca occidental del Tarim va passar als genguiskànides del Mogolistan que les van conservar com a kanat de Yarkent fins la conquesta del Kanat de Jungària al segle xvii.
Com s'ha vist els Dughlats, a part de la línia principal, van formar diverses línies amb principats menors segons el repartiment del 1425. Aquestos principats menors van estar de vegades enfrontats amb el kanat principal. Muhammad Haydar (avi de l'historiador Muhammad Haydar Mirza) va combatre aliat al kan genguiskànida Yunus i al timúrida Abu Mirza contra Abu Bakr Mirza; els seus fills Muhammad Husayn Kurkan i Sayyid Muhammad van dubtar contínuament entre els dughlat, els kans genguiskànides, i els timúrides i el primer per un temps van estar als servei dels uzbeks; precisament l'uzbek Shaybani Khan va fer matar Muhammad Husayn a Herat (1508/1509); Muhammad Haydar Mirza, el seu fill, va servir a Abu Bakr pel que va conquerir Ladakh d'eon fou nomenat governador i com a tal va entrar al servei dels kans de Moghulistan després de la seva conquesta de Kaixgar el 1514.
Sultan Said Khan va morir el 1533 i el seu fill Abdur Rashid Khan va fer executar a l'oncle de Haydar Mirza, Sayyid Muhammad. Llavors Haydar Mirza, per no córrer la mateixa sort, va fugir de Ladakh i es va posar als servei dels moguls de l'Índia. Al servei de l'emperador va iniciar la conquesta del Caixmir el 1541 on es va proclamar independent i va regnar durant deu anys. En aquest temps va escriure la Tarikh-i Rashidi, la història dels dughlat. Va morir el 1551 lluitant contra una revolta i el domini dughlat es va acabar.
Entre 1515 (eliminació d'Abu Bakr) i 1533 (eliminació de Sayyid Muhammad) els dughlats van perdre tots els seus territoris que van passar als Moghulistan; només localment van conservar un cert poder.